# Footballrivaliteten mellan Michigan och Ohio State
| Michigan Wolverines |  | Ohio State Buckeyes |
| Michigan Wolverines |  | Ohio State Buckeyes |

Footballrivaliteten mellan Michigan och Ohio State är ett delstatsderby i collegefootball mellan University of Michigan och Ohio State University, och deras fotbollslag Wolverines respektive Buckeyes. Delstaterna Michigan och Ohio är grannstater i amerikanska Mellanvästern. Matchen spelas årligen som den avslutande matchen i grundserien, jämna år i Ohio och udda i Michigan. Första gången lagen möttes var 1897, och sedan 1918 har de spelat varje säsong. 
Mötet är ett av de mest uppmärksammade och rankades av tevebolaget ESPN som den främsta och starkaste rivaliteten mellan olika lag i Nordamerika. Det finns en gammal gränskonflikt mellan Michigan och Ohio, som till och med utmynnade i krigshandlingar, Toledo-kriget, 1836. Möjligen är det en av grunderna till den starka rivaliteten mellan delstaternas universitet.
Första matchen spelades 1897 på Wolverines hemmaplan i Ann Arbor. Sedan möttes lagen år 1900 och ytterligare elva gånger till och med 1912. Därefter möttes de inte förrän 1918, då ingick båda för första gången samtidigt i ligan Big Ten Conference. Sedan 1935 har matchen mellan de två lagen lagts så att den avslutar säsongen. I synnerhet under 1970-talet och framåt har den flera gånger varit direkt avgörande vem som ska vinna Big Ten Conference, antingen som direkt avgörande för något av de två lagen eller så har resultatet i matchen avgjort utgången för andra lag. Det innebär också att utgången avgjort vilket lag som ska möta ett västkustlag i Rose Bowl.
År 2010 växte Big Ten Conference, och delades i två divisioner. Trots påtryckningar från fansen hamnade Wolverines och Buckeyes i olika divisisioner, men matchen säkrades som en "protected crossover"-match som skulle spelas som avslutning av varje säsong. År 2014 gjordes serien om ytterligare, och Big Ten Conference divisioner fick en starkare geografisk prägel. Dessutom har collegefootballen försökt att bli mer likt ett vanligt seriesystem som ska kora en nationell vinnare. De båda lagen hamnade då i samma division, East, och matchen spelas sist på säsongen.